# Státní bankrot Rakouského císařství (1811)

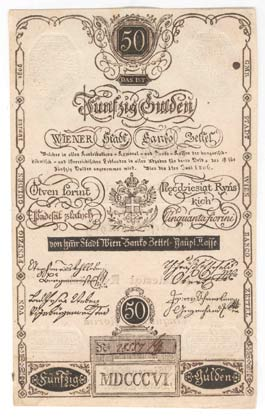
Bankocetle z roku 1806, které vydávala Wiener Stadtbanco.

Rakouský státní bankrot v roce 1811 byl důsledkem zhroucení státních financí Rakouského císařství během  napoleonských válek. Jednalo se o první novodobý státní bankrot habsburské monarchie. Vyhlášení státního bankrotu a zastavení všech výplat předcházelo nadměrné tištění papírových peněz, jež bylo vyvoláno potřebami válečného stavu. Měna se zhroutila - hodnota peněz se propadla na 20 % své původní hodnoty, bankovky byly lidem vyměňovány v poměru 1 ku 5, kovové mince devalvovaly ve stejném poměru.

## Historie
V roce 1809 Rakouské císařství prohrálo válku páté koalice. V Schönbrunnském míru se zavázalo zaplatit Francii válečné kontribuce ve výši 85 milionů franků. To bylo těžké finanční břemeno pro zemi, jejíž státní dluh již prudce vzrostl v důsledku předchozích válečných let. Zatímco ještě v roce 1789 činil státní dluh 338 milionů guldenů, v roce 1811 se zvýšil na 676 milionů guldenů. Splátky dluhu spotřebovávaly 29 % státních příjmů.
Státní dluh byl realizován především prostřednictvím papírových peněz (Bancozettel, bankovní cedule, lidově bankocetle) vydávaných vládou. Rakousko vydalo své první papírové peníze již v roce 1762 během sedmileté války. V roce 1797 byl stanoven povinný směnný kurz, který měl zastavit setrvalý pokles hodnoty papírových peněz. Během koaličních válek masivně vzrostlo množství papírových peněz v oběhu. Prvním pokusem o jeho snížení byl patent z 26. února 1810, který nabízel dobrovolnou výměnu bankovek za směnky, které měly být spláceny prostřednictvím výnosů daně z majetku. Tato nabídka však neměla odezvu.
Dne 20. února 1811 rakouská vláda formálně vyhlásila státní bankrot a částečně zastavila splátky. Platnost stávajících bankovek měla skončit ke dni 31. ledna 1812. Do tohoto data je bylo možné vyměnit za nové bankovky v poměru 5:1. Hodnota měděných mincí (krejcarů) byla rovněž snížena na pětinu. Ačkoli přímý státní dluh zůstal nominálně nezměněn, smluvní úrok se snížil na polovinu.
Bankrot státnímu rozpočtu neulevil nadlouho. Již v roce 1812, se začátkem šesté koaliční války, se Rakousko opět zadlužilo. Další rakouský státní bankrot země následoval 1. června 1816.